# Schlaftagebuch
Ein Schlaftagebuch, oft auch treffender als Abend-Morgenprotokoll bezeichnet, ist eine Aufzeichnung der Schlaf- und Wachzeiten und weiterer, im Zusammenhang mit Schlafstörungen relevanter Informationen. Es wird gewöhnlich vom Betroffenen selbst oder einer betreuenden Person daheim über einen Zeitraum von zwei oder mehr Wochen geführt. Üblich ist die Aufzeichnung der Angaben durch handschriftliche Eintragung in Vordrucken. 

## Verwendung von Schlaftagebüchern
Abend-Morgenprotokolle sind in der Schlafmedizin von fundamentaler Bedeutung und werden im Rahmen der Diagnostik und auch zur Nachkontrolle bei verschiedenen Schlafstörungen, insbesondere bei Insomnien, Hypersomnien und Zirkadianen Schlaf-Wach-Rhythmusstörungen eingesetzt.
Auch wenn subjektiv notierte Angaben mit den durch Polysomnographie ermittelten Werten besonders bei Patienten mit Schlafstörungen nur begrenzt übereinstimmen, ist das Instrument dahingehend nutzbar, dass es intraindividuell über längere Zeit die Angaben ähnlich gut abbildet wie apparative Messmethoden. Zwar gibt es Untersuchungen zu Reliabilität und Validität des Instruments, eine Normierung fehlt jedoch.

## Inhalt von Schlaftagebüchern
Eine normierte Vorlage gibt es nicht. Üblicherweise bestehen die Fragebögen aus einer Ausfüllanleitung, da sie daheim ausgefüllt werden, einem Fragebogen zur Person und dem Blatt für die täglichen Eintragungen. Separat werden einmalig Angaben zur Person (Name, Größe, Gewicht), der Art der Schlafprobleme (Ein- oder Durchschlafen, Tagesmüdigkeit, Beginn der Beschwerden) und zu eingenommenen Medikamenten erfragt. Darauf folgen für den Zeitraum von ein oder zwei Wochen Fragen, die jeweils abends und am folgenden Morgen beantwortet werden sollen. 
Allabendlich vor dem Ausschalten des Lichts werden Eintragungen zum Datum, dem Befinden (angespannt bis entspannt), der Leistungsfähigkeit vom abgelaufenen Tag (gut bis schlecht), dem Grad der Erschöpfung, zusätzlichen Schlafepisoden am Tag, Alkoholkonsum und der Uhrzeit erbeten.
Jeden Morgen sind Angaben zur geschätzten Dauer bis zum Einschlafen, nächtlichen Wachzeiten, der Uhrzeit beim Aufwachen und der Uhrzeit beim Aufstehen sowie dem Befinden (bedrückt bis unbeschwert) und der Einschätzung, für wie erholsam der Schlaf empfunden wurde, einzutragen.
Einstufungen erfolgen oft über eine Likert-Skala. 
Im Internet sind verschiedene Vordruck-Muster für Abend-Morgenprotokoll zu finden, eine Kurz- und eine Langfassung bietet die Deutsche Gesellschaft für Schlafforschung und Schlafmedizin (DGSM) an. Für bestimmte Erkrankungen wie die Narkolepsie gibt es um spezielle Items ergänzte Schlaftagebücher.

## Ebenen der Schlafqualität
Schlafqualität hat eine subjektive und eine objektive Ebene. Zur subjektiven Ebene gehört die Einschätzung des Betroffenen zu Schlafdauer, Wachliegezeit, der Häufigkeit von Aufwachvorgängen und auch zum Ergebnis in Form von empfundener Erholung, des Wohlbefindens nach dem Aufwachen und hinreichend andauernder Wachheit am Folgetag. Zur objektiven Ebene zählen gemessene Schlafdauer, Einschlaflatenz, REM-Latenz, Anteil der verschiedenen Schlafstadien und die Fragmentierung des Schlafes. Unterschiede zwischen subjektiver und objektiver Beurteilung der Schlafqualität sind stets zu beobachten, bei bestehenden Schlafstörungen ergeben sich durch veränderte Wahrnehmung des Schlafes durch den Betroffenen weitere Diskrepanzen. 
Nebeneffekte dieser Fragebögen bestehen darin, dass sich der Patient mit seinen Schlafbeschwerden ernst genommen fühlt, er sich bei der Beantwortung der Fragen selbst intensiver mit den erfragten Sachverhalten und den schlafbeeinflussenden Faktoren beschäftigen, was zu Verhaltensänderungen hin zu besserer Schlafhygiene beitragen kann und langfristig die Behandlungscompliance verbessert.

## Ergänzende Instrumente der Diagnostik
Das individuell geführte Schlaftagebuch kann durch den Einsatz der Aktigraphie ergänzt und objektiviert werden.